# 芽吹大橋

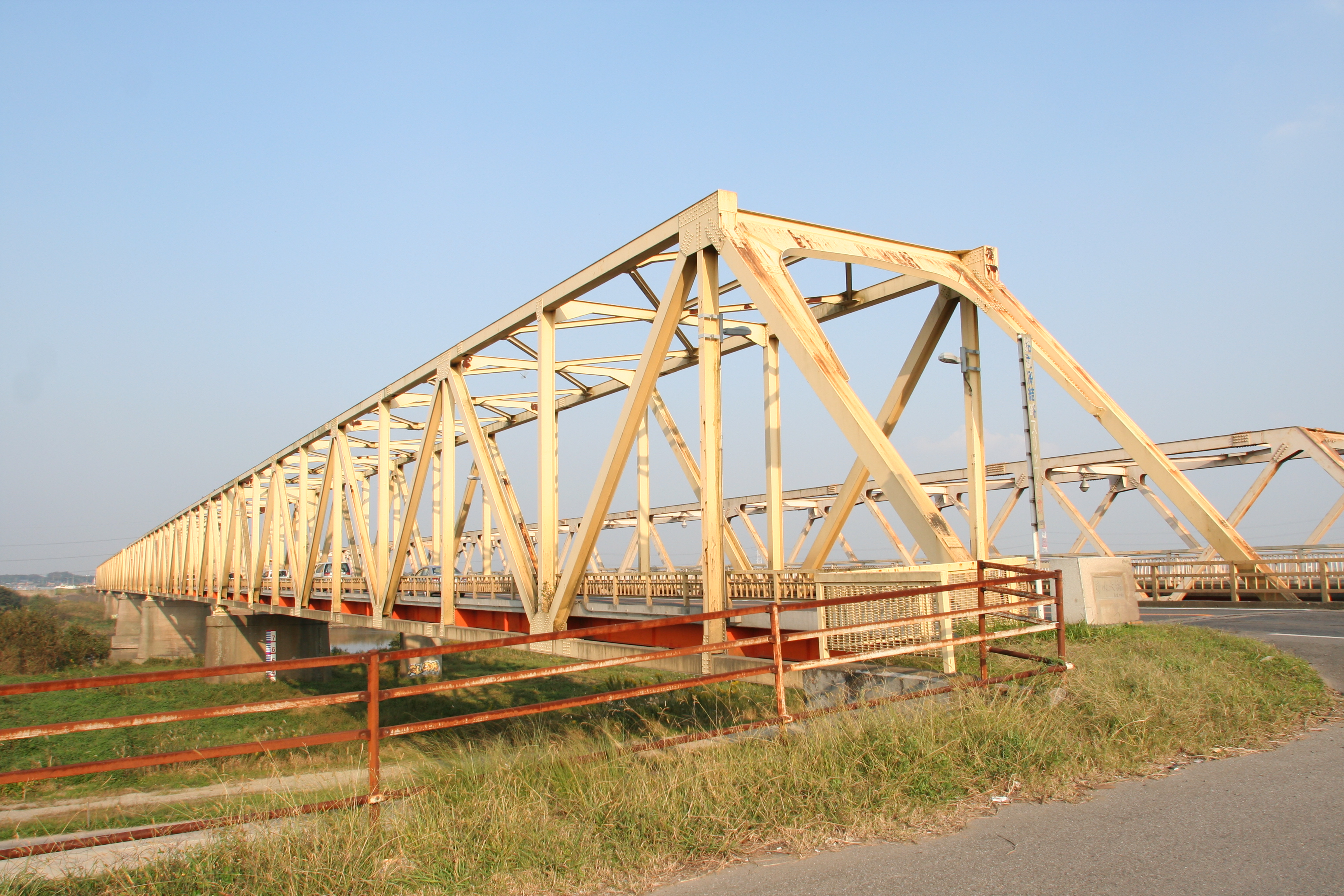
芽吹大橋。千葉県側より

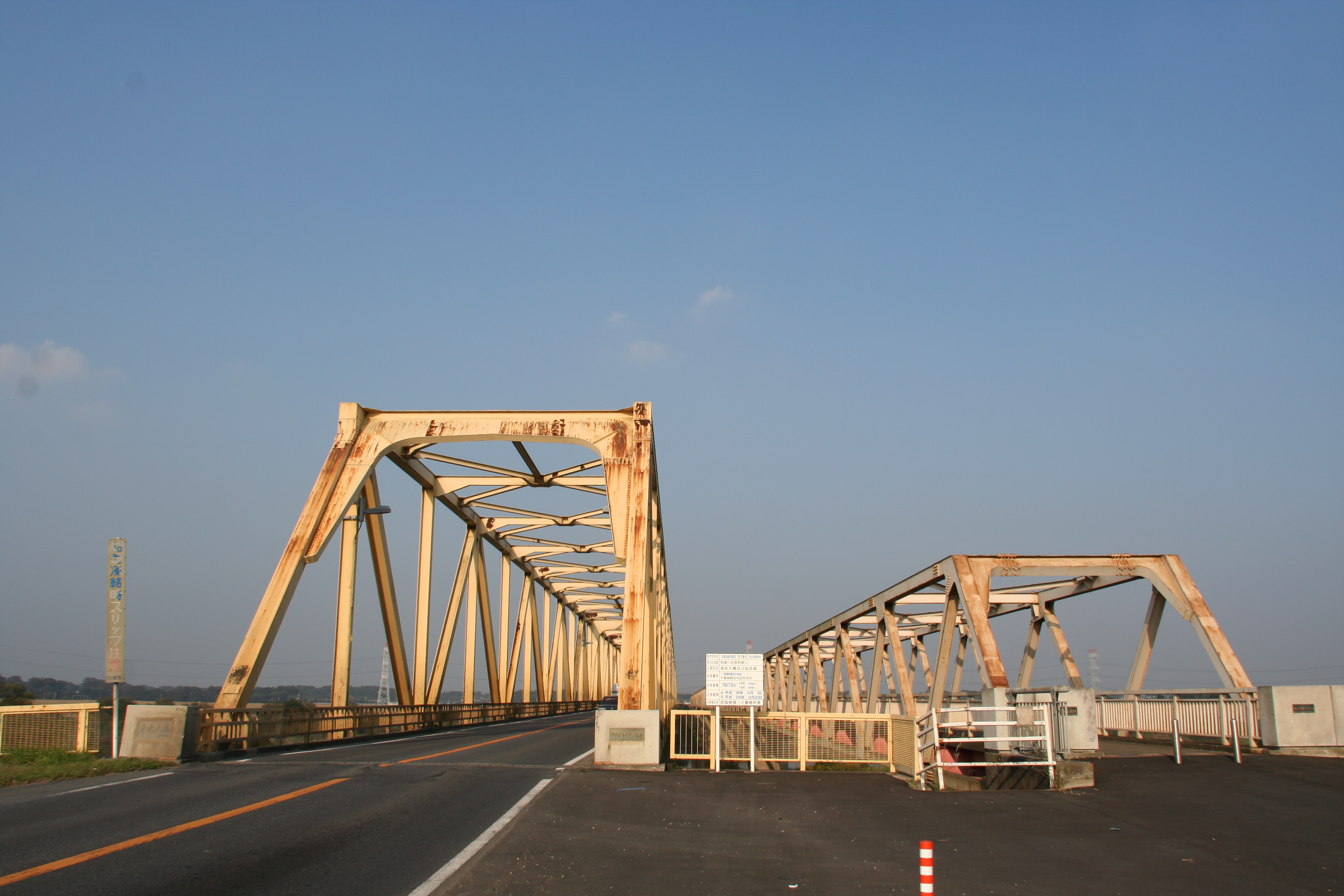
右が歩行者用。千葉県側より

芽吹大橋（めふきおおはし）は、茨城県坂東市莚打と千葉県野田市目吹の間の利根川を渡る、主要地方道茨城県道・千葉県道3号つくば野田線の橋である。

## 概要
開通前は古河市にある国道4号利根川橋や取手市にある国道6号大利根橋まで大きく迂回しなければ東京方面に行くことができなかったが、本橋の開通によって都心までの所要時間が大幅に短縮された。これによって岩井市（現坂東市）周辺は東京圏向けのレタス・ハクサイなど近郊農業を中心とする農業によって大きく成長した。
その後、本橋の慢性的な混雑緩和のため1980年（昭和55年）に下流側に新大利根橋、1990年（平成2年）に上流側に下総利根大橋が建設されたが、双方とも有料道路だったこと（新大利根橋は2010年（平成22年）に、下総利根大橋は2020年（令和2年）に無料化）、特に新大利根橋までは直線距離でも13 kmほど離れていること等から、交通量が大きく分散するまでには至っていない。

## 構造
- 車道橋（往復2車線）-カンチレバー式トラス橋、全長535.9 m、幅員7 m[1]
鋼下路トラス橋×6 （6径間）
- 側道橋 （歩行者専用橋）-車道橋のすぐ下流側に架かっている
鋼下路トラス橋×6 （6径間）

## 歴史
茨城県・千葉県によって計画され1958年（昭和33年）12月24日に日本道路公団の管理する有料橋として供用を開始した。1968年（昭和43年）10月30日に茨城・千葉県に管理が移管され、通行料が無料となった。その後1985年（昭和60年）3月12日に下流側に歩行者用橋が建設されて開通した。

## 隣の橋
- 利根川

（上流） - 境大橋 - 下総利根大橋  - 芽吹大橋 - 利根川橋（常磐道） - 利根川橋梁（TX） - 新大利根橋 -（下流）